# WWE NXT 위민스 챔피언십

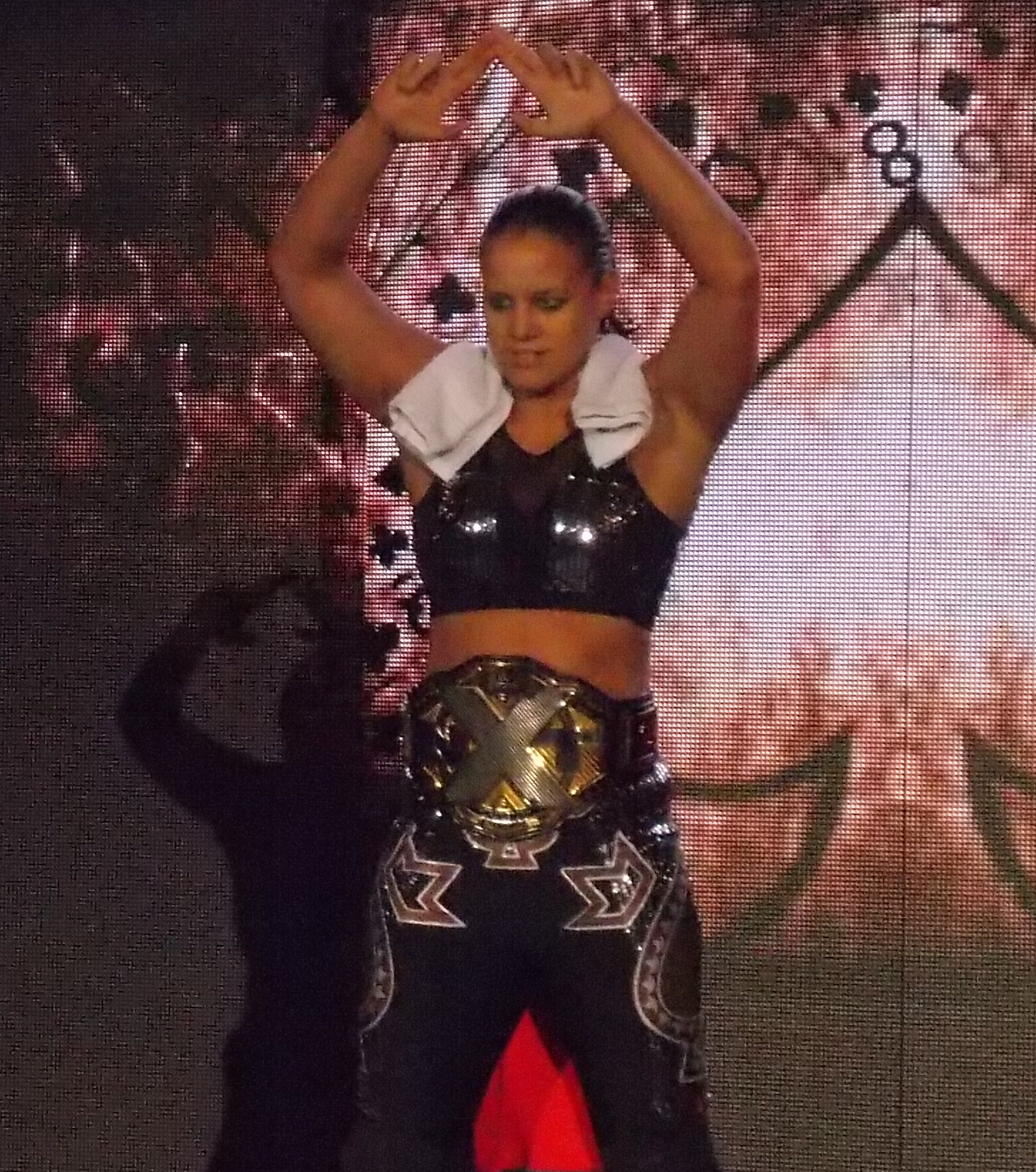

WWE NXT 위민스 챔피언십(WWE NXT Women's Championship)은 WWE의 챔피언십이다.
2012년 WWE의 루키 육성 프로젝트 NXT 시즌6에서 신설된 타이틀로, WWE 러와 스맥다운의 선수들과 NXT의 루키들에게 기회를 주기 위해 신설되었다.
2013년 6월 20일 녹화에서 진행된 토너먼트 결승전에서 페이지가 초대 챔피언에 등극한다.

## 역대 타이틀 명칭
| 타이틀 명칭             | 연도     |
| ----------------------- | -------- |
| WWE NXT 위민스 챔피언십 | 2013년 ~ |

## 기록들
- 초대 챔피언 : 페이지
- 최장수 챔피언 : 아스카 (510일)
- 최단 기간 챔피언 : 인디 하트웰 (31일)
- 최다 챔피언 : 셰이나 배즐러, 샬럿 플레어, 록샌 페레즈 (2회)
- 최중량급 챔피언 : 라켈 곤잘레스 (80kg)
- 최경량급 챔피언 : 카이리 세인 (50kg)
- 최고령 챔피언 : 셰이나 배즐러 (38세 81일)
- 최연소 챔피언 : 페이지 (20세 308일)

## 역대 챔피언
- 페이지 (초대 챔피언)
- 샬럿 플레어
- 사샤 뱅크스
- 베일리
- 아스카
- 엠버 문
- 셰이나 배즐러
- 카이리 세인
- 리아 리플리
- 시라이 이오
- 라켈 곤잘레스
- 맨디 로즈
- 록샌 페레즈
- 인디 하트웰
- 티파니 스트랫턴
- 베키 린치
- 라이라 발키리아
- 줄리아
- 스테파니 바케르
- 제이시 제인 (현 챔피언)

## 같이 보기
- NXT
- WWE 위민스 챔피언십 (1956년~2010년)
- WWE 위민스 챔피언십 (2023년)
- WWE 위민스 월드 챔피언십
- WWE 디바스 챔피언십
- WWF 위민스 태그팀 챔피언십
- WWE 위민스 태그팀 챔피언십
- TNA 녹아웃 월드 챔피언십
- TNA 녹아웃 월드 태그팀 챔피언십
- GFW 위민스 챔피언십
- AEW 위민스 월드 챔피언십